# Les Cadets de West Point
Pour plus de détails, voir Fiche technique et Distribution.
Les Cadets de West Point (titre original : The West Point Story) est un film musical américain réalisé par Roy Del Ruth, sorti en 1950.

## Fiche technique
- Titre : Les Cadets de West Point
- Titre original : The West Point Story
- Réalisation : Roy Del Ruth
- Scénario : Charles Hoffman, John Monks Jr. et Irving Wallace d'après une histoire de Irving Wallace
- Production  : Louis F. Edelman
- Société de production : Warner Bros. Pictures
- Direction musicale : Ray Heindorf
- Musique : Howard Jackson
- Chorégraphie : Eddie Prinz, LeRoy Prinz, Al White Jr. et Johnny Boyle Jr. pour les numéros musicaux de James Cagney
- Photographie : Sidney Hickox
- Effets visuels : Edwin B. DuPar
- Montage : Owen Marks
- Direction artistique : Charles H. Clarke
- Costumes : Milo Anderson et Marjorie Best
- Pays d'origine : États-Unis
- Format : Noir et blanc
- Genre : Comédie musicale
- Durée : 107 minutes
- Dates de sortie : 
  - États-Unis : 22 décembre 1950

## Distribution
- James Cagney : Elwin 'Bix' Bixby
- Virginia Mayo : Eve Dillon
- Doris Day : Jan Wilson
- Gordon MacRae : Tom Fletcher
- Gene Nelson : Hal Courtland
- Alan Hale Jr. : Bull Gilbert
- Roland Winters : Harry Eberhart
- Raymond Roe : La « femme » de Bixby
- Wilton Graff : Lieutenant Colonel Martin
- Jerome Cowan : M. Jocelyn